# Lou Andreas-Salomé
Lou Andreas-Salomé (właśc. Louise Andreas-Salomé, ur. 12 lutego 1861 w Sankt Petersburgu, zm. 5 lutego 1937 w Getyndze) – rosyjska arystokratka, pisarka i psychoanalityczka, przyjaciółka Nietzschego, Rilkego i innych poetów, pisarzy i filozofów.

## Życiorys
Urodziła się w rodzinie francusko-duńsko-niemieckiej. Jej ojciec, generał Gustav von Salomé, był oficerem Sztabu Generalnego armii carskiej, matka Luiza pochodziła z bogatej rodziny fabrykantów. Lou była szóstym dzieckiem i jedyną córką rodziców. Wychowywała się w apartamentach budynku sztabu, niedaleko Pałacu Zimowego. Wcześnie dojrzała intelektualnie, stała się wolnomyślicielką i ze sceptycyzmem podchodziła do obyczajów społecznych i religijnych swej epoki.
Lou odebrała staranne wykształcenie – udało się jej przekonać starszego od niej o 25 lat pastora Hendrika Gillot, by uczył ją teologii, filozofii, literatury francuskiej i niemieckiej. Gdy okazało się, że nauczyciel zakochał się w uczennicy i chciał rozwieść się z żoną, by poślubić Lou, ta wraz z matką wyjechała do Zurychu, by kontynuować naukę oraz podreperować zdrowie.
Ich podróż przedłużyła się jednak i Lou już nie wróciła do Rosji. Z Zurychu udała się z matką do Rzymu, do jej przyjaciółki Malwidy von Meysenburg, wieloletniej już wtedy przyjaciółki Nietzschego. Tam poznała niemieckiego pisarza i filozofa Paula Rée, który również przyjaźnił się z Nietzschem. Dzięki nim doszło do spotkania, o którym Nietzsche napisał w swoich listach: „Chciałem żyć sam. Nad ścieżką przefrunął jednak drogi ptak Lou, a ja spostrzegłem, że to był orzeł. I zapragnąłem mieć orła przy sobie”.
Lou ciągnęła do Nietzschego jego filozofia, Nietzschego pociągała niezależność i swoboda duchowa młodej kobiety. Lou i Nietzsche żyli jakiś czas razem z Rée, jednak na skutek intryg siostry Nietzschego i jego nieudanych oświadczyn już w listopadzie 1882 doszło do rozpadu małej wspólnoty, a Lou uciekła z Rée do Berlina. Pozostawali razem aż do roku 1887, gdy Lou poślubiła starszego od niej o 15 lat językoznawcę Carla Friedricha Andreasa. Małżeństwo to trwało aż do śmierci Andreasa w roku 1930.
Mimo formalnego związku małżeńskiego, Lou utrzymywała liczne kontakty osobiste i listowne z mężczyznami, z których obie strony czerpały korzyści. Byli wśród nich Gerhart Hauptmann, Frank Wedekind, August Strindberg oraz Rainer Maria Rilke, którego spotkała w kwietniu 1897 roku w Monachium, i z którym połączyły ją bliższe stosunki. Rilke z miejsca zakochał się w Lou, a ona najprawdopodobniej również pokochała młodszego od siebie o 14 lat poetę. W maju 1900 roku wyjechali razem do Rosji, skąd wrócili w sierpniu. Ich romans trwał do lutego 1901 roku, ale Lou pozostawała bliska Rilkemu aż do jego śmierci w 1926 roku. Gdy umierał, miał ponoć stwierdzić: „Zapytajcie Lou, co mi jest. Tylko Ona to wie”.
Rok po rozstaniu z Rilkem Lou odnowiła znajomość z Friedrichem Pinelesem, z którym zaszła w ciążę podczas wspólnego pobytu w Tyrolu. Do narodzin dziecka jednak nie doszło, Lou albo poroniła, albo usunęła ciążę. Po tym zdarzeniu postanowiła nie mieć dzieci.
W roku 1911 Lou poznała Zygmunta Freuda i podjęła studia w dziedzinie psychoanalizy. Dość prędko zyskała uznanie i zaczęła publikować artykuły w fachowych pismach poświęconych psychologii.
Po dojściu Hitlera do władzy była już zbyt stara i zmęczona, by myśleć o emigracji – była też zbyt popularna i ceniona w konserwatywnej Getyndze, by groziło jej poważne niebezpieczeństwo ze strony hitlerowców. Jej książki znalazły się na „czarnej liście”.
Chorowała na raka piersi i cukrzycę. Zmarła na mocznicę we śnie 5 lutego 1937 roku, a urna z jej prochami spoczęła w grobie męża na cmentarzu miejskim w Getyndze. Kilka tygodni później Gestapo skonfiskowało jej bibliotekę.

## Twórczość
- Im Kampf um Gott (powieść opublikowana pod pseudonimem Henri Lou, 1885)
- Henrik Ibsens Frauen-Gestalten (1892)
- Friedrich Nietzsche in seinen Werken (1894)
- Ruth (1895)
- Aus fremder Seele. Eine Spätherbstgeschichte (1896)
- Fenitschka. Eine Ausschweifung (dwa opowiadania, 1897)
- Menschenkinder (zbiór 10 nowel, 1898)
- Ma. Ein Porträt (powieść, 1901)
- Im Zwischenland. Fünf Geschichten aus dem Seelenleben halbwüchsiger Mädchen (zbiór 5 opowiadań, 1902)
- Die Erotik (esej, 1910), wyd. polskie: Erotyka. Pisma psychoanalityczne, tł. A. Serafin, wstęp E. Wojciechowska, Warszawa 2020
- Drei Briefe an einen Knaben (1917)
- Das Haus. Eine Familiengeschichte vom Ende des vorigen Jahrhunderts (powieść, 1921)
- Die Stunde ohne Gott (zbiór opowiadań dla dzieci, 1922)
- Ródinka. Eine russische Erinnerung (powieść, 1923)
- Rainer Maria Rilke (1928)
- Mein Dank an Freud (list otwarty z okazji 75. rocznicy urodzin S. Freuda, 1931)